# Quận Gates, North Carolina
Quận Gates là một quận hạt ở bang Bắc Carolina.  Tại thời điểm năm 2000, quận có dân số 10.516 người. Quận lỵ đóng ở Gatesville6.  Quận này thuộc vùng Albemarle Sound của Inner Banks.

## Địa lý
Theo Cục điều tra dân số Hoa Kỳ, quận có tổng diện tích 346 dặm Anh vuông (895 km²), trong đó, 341 dặm Anh vuông (882 km²) là diện tích đất và 5 dặm Anh vuông (13 km²) trong tổng diện tích (1,45%) là diện tích mặt nước.

## Thông tin nhân khẩu
Theo cuộc điều tra dân số2 tiến hành năm 2000, quận này có dân số 10.516 người, 3.901 hộ, và 2.933 gia đình sinh sống trong quận này. Mật độ dân số là 31 người trên mỗi dặm Anh vuông (12/km²). Đã có 4,389 đơn vị nhà ở với một mật độ bình quân là 13 trên mỗi dặm Anh vuông (5/km²).  Cơ cấu chủng tộc của dân cư sinh sống tại quận này gồm 59,08% người da trắng, 39,18% người da đen hoặc người Mỹ gốc Phi, 0,42% người thổ dân châu Mỹ, 0,25% người gốc châu Á, 0,03% người các đảo Thái Bình Dương, 0,10% từ các chủng tộc khác, và 0,94% từ hai hay nhiều chủng tộc.  0,77% dân số là người Hispanic hoặc người Latin thuộc bất cứ chủng tộc nào.
Có 3,901 hộ trong đó có 34,20% có con cái dưới tuổi 18 sống chung với họ, 57,20% là những cặp kết hôn sinh sống với nhau, 13,30% có một chủ hộ là nữ không có chồng sống cùng, và 24,80% là không gia đình. 21,70% trong tất cả các hộ gồm các cá nhân và 11,30% có người sinh sống một mình và có độ tuổi 65 tuổi hay già hơn.  Quy mô trung bình của hộ là 2,66 còn quy mô trung bình của gia đình là 3,09,
Phân bố độ tuổi của cư dân sinh sống trong huyện là 26,70% dưới độ tuổi 18, 6,10% từ 18 đến 24, 29,10% từ 25 đến 44, 23,70% từ 45 đến 64, và 14,40% người có độ tuổi 65 tuổi hay già hơn.  Độ tuổi trung bình là 38 tuổi. Cứ mỗi 100 nữ giới thì có 96,20 nam giới. Cứ mỗi 100 nữ giới có độ tuổi 18 và lớn hơn thì, có 92,50 nam giới.
Thu nhập bình quân của một hộ ở quận này là $35.647, và thu nhập bình quân của một gia đình ở quận này là $41,511, Nam giới có thu nhập bình quân $32.227 so với mức thu nhập $21.014 đối với nữ giới. Thu nhập bình quân đầu người của quận là $15.963, Khoảng 14,50% gia đình và 17,00% dân số sống dưới ngưỡng nghèo, bao gồm 17,90% những người có độ tuổi 18 và 26,20% là những người 65 tuổi hoặc già hơn.

## Thành phố và thị xã
- Gatesville

### Các thị trấn
Quận được chia thành 7 thị trấn: Gatesville, Hall, Reynoldson, Haslett, Holly Grove, Hunters Mill and Mintonsville.